# 모조 (음악 그룹)
모조(Modjo)는 프랑스의 얼터너티브 록 듀오이다.